# Bulbuente
Bulbuente (aragonesisch: Bulbuent) ist ein spanischer Ort und eine Gemeinde (municipio) mit 240 Einwohnern (Stand: 2024) im Nordwesten der Provinz Saragossa der Autonomen Region Aragonien.

## Lage
Bulbuente liegt knapp 63 km (Fahrtstrecke) westnordwestlich der Provinzhauptstadt Saragossa in einer Höhe von etwa 520 m.
Das Klima ist gemäßigt bis warm; Regen (ca. 485 mm/Jahr) fällt übers Jahr verteilt.

## Bevölkerungsentwicklung
| Jahr      | 1970 | 1981 | 1991 | 2001 | 2011 | 2021 |
| Einwohner | 418  | 338  | 274  | 266  | 241  | 233  |

## Sehenswürdigkeiten
- Marienkirche (Iglesia de Santa María), 1533 bis 1535 erbaut
- Bartholomäuskapelle (Ermita de San Bartolomé), 1633 bis 1641 erbaut
- Schloss Bulbuente aus dem 13. Jahrhundert, als Burganlage erbaut
- Rathaus aus dem 16. Jahrhundert

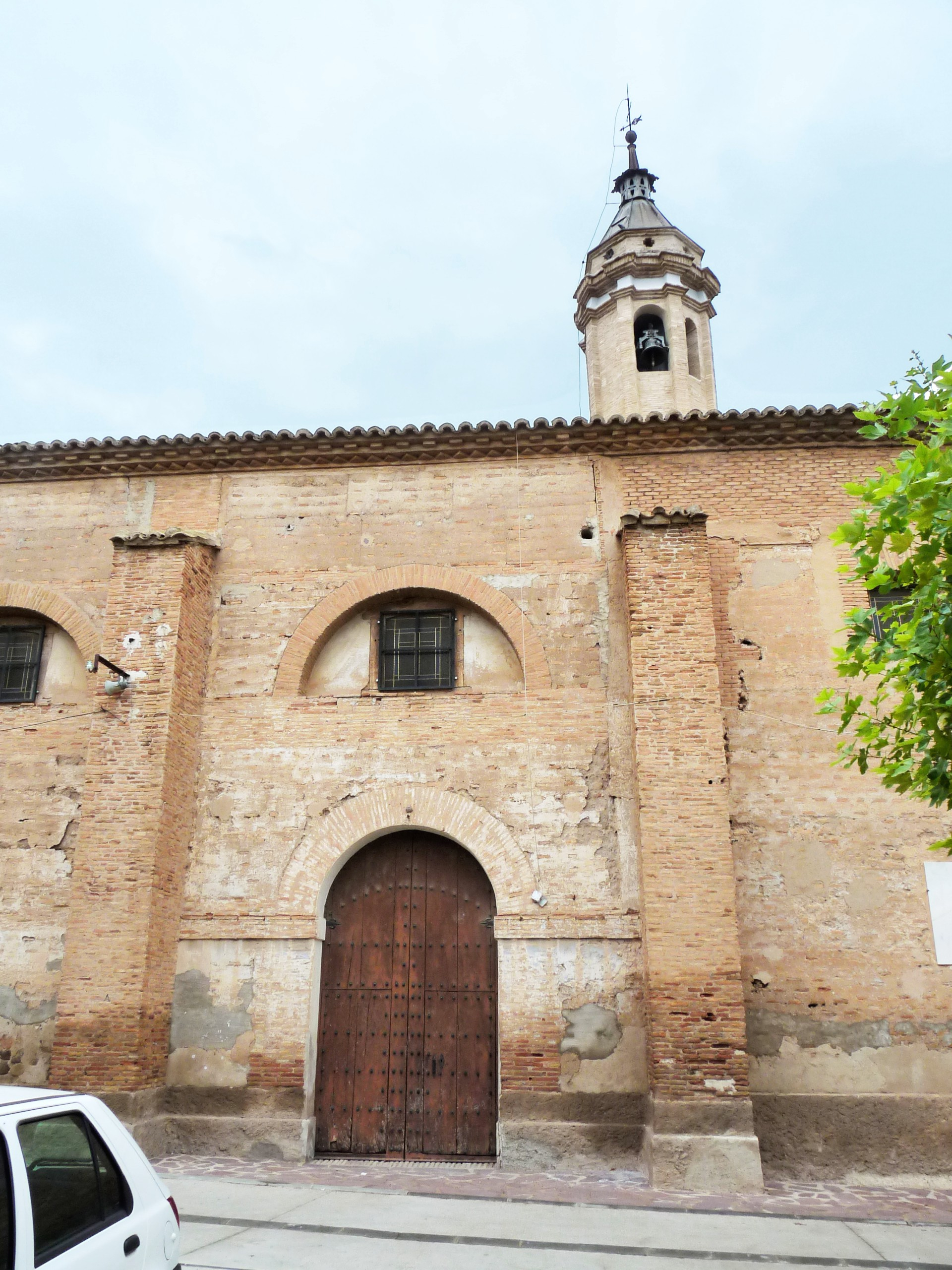
Marienkirche
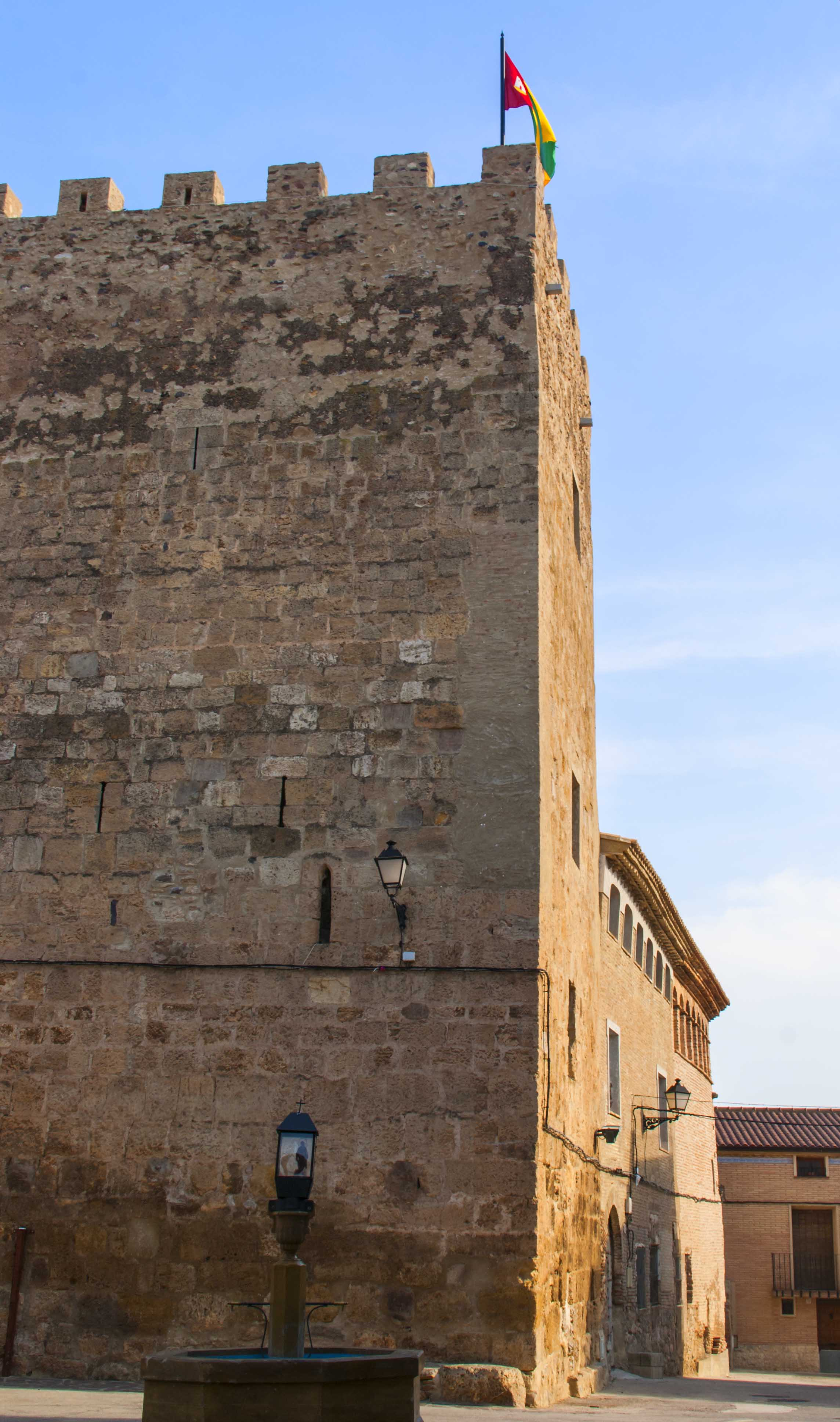
Schloss Bulbuente
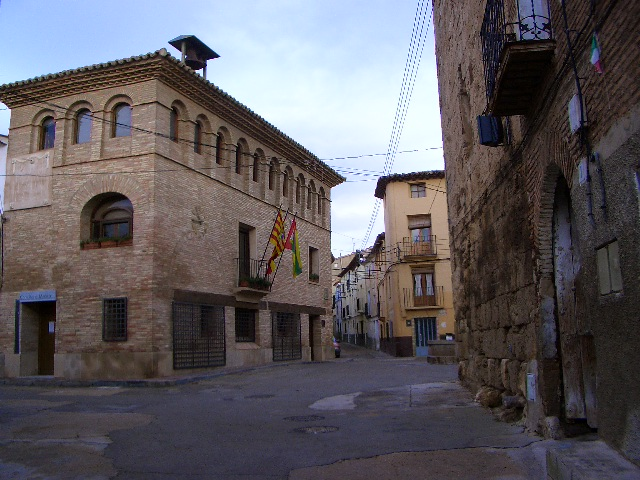
Rathaus

## Persönlichkeiten
- Francisco Navarro de Egui (Ende des 16. Jahrhunderts–1641), Bischof von Huesca (1628–1641), hier geboren